# IC 3490
IC 3490 је елиптична галаксија у сазвјежђу Дјевица која се налази на листи објеката дубоког неба у Индекс каталогу.
Деклинација објекта је + 10° 55' 42" а ректасцензија 12h 33m 13,9s. Привидна величина (магнитуда) објекта IC 3490 износи 15,5 а фотографска магнитуда 16,5. IC 3490 је још познат и под ознакама CGCG 70-162, VCC 1489, PGC 41681.